# Stolpe (Szlezwik-Holsztyn)
Stolpe – gmina w Niemczech w kraju związkowym Szlezwik-Holsztyn, w powiecie Plön, wchodzi w skład Związku Gmin Bokhorst-Wankendorf..

## Toponimia
Nazwa pochodzenia słowiańskiego, od stolp „słup, pal”.